# 13 de julho
13 de julho é o 194.º dia do ano no calendário gregoriano (195.º em anos bissextos). Faltam 171 dias para acabar o ano.

## Eventos históricos

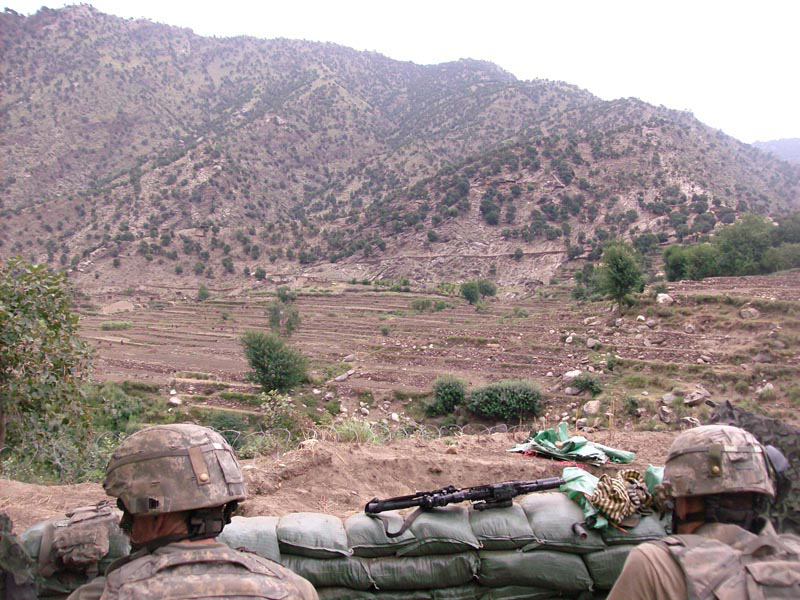
2008: Começa a Batalha de Wanat no Afeganistão

- 1174 — Guilherme I da Escócia, um importante rebelde na Revolta de 1173-1174, é capturado em Alnwick pelas forças leais a Henrique II da Inglaterra.
- 1249 — Coroação de Alexandre III como Rei da Escócia.
- 1260 — A Ordem da Livônia sofre sua maior derrota no século XIII na Batalha de Durbe contra o Grão-Ducado da Lituânia.[1]
- 1402 — Nanjing se rende a Zhu Di sem lutar, encerrando a campanha de Jingnan. O Imperador Jianwen desaparece e sua família é encarcerada.[2]
- 1558 — Batalha de Gravelines: Na França, as forças espanholas lideradas pelo conde Lamoral de Egmont derrotam as forças francesas do marechal Paul de Thermes em Gravelines.
- 1573 — Guerra dos Oitenta Anos: O Cerco de Haarlem termina após sete meses.
- 1586 — Guerra anglo-espanhola: um comboio de navios ingleses da Companhia do Levante consegue repelir uma frota de onze galés espanholas e maltesas ao largo da ilha mediterrânea de Pantelleria.
- 1640 — Os Jesuítas acabaram expulsos do Colégio em São Paulo por pretenderem ver obedecido o breve do Papa sobre a liberdade dos índios.
- 1787 — O Congresso Continental promulga a Lei Noroeste estabelecendo regras de governo para o Território do Noroeste. Também estabelece procedimentos para a admissão de novos estados e limita a expansão da escravidão.
- 1793 — A monarquista Charlotte Corday entra na casa do líder revolucionário francês Jean-Paul Marat, assassinando-o enquanto está na banheira.
- 1794 — Começa a Batalha de Trippstadt entre as forças francesas e as da Prússia e Áustria.
- 1814 — Os Carabinieri, a gendarmaria nacional da Itália, é estabelecida.
- 1831 — Regulamentul Organic, uma lei orgânica quase constitucional é adotada na Valáquia, um dos dois principados do Danúbio que se tornariam a base da Romênia.
- 1854 — Na Batalha de Guaymas, México, o general José María Yáñez interrompe a invasão francesa liderada pelo conde Gaston de Raousset-Boulbon.
- 1863 — Guerra Civil Americana: novas leis para o recrutamento de homens pela União causam distúrbios civis e raciais em Nova Iorque.
- 1878 — Tratado de Berlim: as potências europeias redesenham o mapa dos Balcãs, e Sérvia, Montenegro e Romênia tornam-se completamente independentes do Império Otomano.
- 1901 — Santos Dumont contorna a Torre Eiffel, em Paris, com seu dirigível N-5.
- 1917 — Ocorre a terceira das seis aparições da Virgem Maria às três crianças de Fátima, Portugal.
- 1919 — O dirigível britânico R34 pousa em Norfolk, na Inglaterra, completando a primeira viagem de volta através do Atlântico em 182 horas de voo.
- 1923 — O Letreiro de Hollywood é oficialmente inaugurado nas colinas de Los Angeles.
- 1930 — Começa a primeira Copa do Mundo da FIFA, no Uruguai.
- 1941 — Segunda Guerra Mundial: Os montenegrinos iniciam a Trinaestojulski ustanak (Revolta de 13 de Julho), uma revolta popular contra as potências do Eixo.
- 1945 — Projeto Manhattan: terminam os preparativos para a experiência Trinity, considerada o início da Era Nuclear.
- 1973 — Escândalo Watergate: Alexander Butterfield revela a existência de um sistema secreto de gravação no Salão Oval para investigadores do Comitê Watergate do Senado.[3]
- 1977
  - Somália declara guerra à Etiópia, iniciando a Guerra de Ogaden.
  - Nova York: Em meio a um período de turbulência financeira e social, experimenta um apagão elétrico que dura quase 24 horas que leva a incêndios e saques generalizados.[4]
- 1985 — O concerto beneficente Live Aid acontece em Londres e na Filadélfia, bem como em outros locais como Moscou e Sydney.
- 1990
  - Instituído no Brasil o Estatuto da Criança e do Adolescente, Lei Nº 8 069/90.
  - Desastre do Pico Lenin: um terremoto de magnitude 6,4 no Afeganistão provoca uma avalanche no Pico Lenin, matando 43 alpinistas no desastre de montanhismo mais mortal da história.
- 1997 — Cuba recebe os restos mortais de Che Guevara.
- 2003 — O pessoal francês da DGSE aborta uma operação para resgatar Íngrid Betancourt dos rebeldes das FARC na Colômbia, causando um escândalo político quando detalhes vazam para a imprensa.
- 2006 — Começa a conferência AI@50, comemorando os cinquenta anos do workshop de Dartmouth, a primeira conferência sobre inteligência artificial.
- 2007 — Iniciam-se os XV Jogos Pan-Americanos, realizados no Rio de Janeiro.
- 2008 — Começa a Batalha de Wanat, quando guerrilheiros do Talibã e da al-Qaeda atacam as tropas do Exército dos Estados Unidos e do Exército Nacional do Afeganistão. As mortes dos soldados americanos foram, naquela época, as maiores em uma única batalha desde o início das operações em 2001.
- 2011
  - Mumbai é abalada por três explosões de bombas durante a hora de ponta da noite, matando 26 pessoas e ferindo 130.
  - É adotada a Resolução de 1999 do Conselho de Segurança das Nações Unidas, que admite o Sudão do Sul como membro das Nações Unidas.
- 2013 — O tufão Soulik mata pelo menos nove pessoas e afeta mais de 160 milhões no leste da China e Taiwan.
- 2014 — A Alemanha vence a Copa do Mundo de 2014, no Brasil, derrotando a Argentina na final após uma vitória por 1-0 na prorrogação.
- 2019 — O Spektr-Roentgen-Gamma, um telescópio espacial russo-germânico de alta energia, é lançado do Cosmódromo de Baikonur, Cazaquistão.
- 2024 — Donald Trump, então candidato a presidência dos Estados Unidos, sofre uma tentativa de assassinato em comício na Pensilvânia.

## Nascimentos

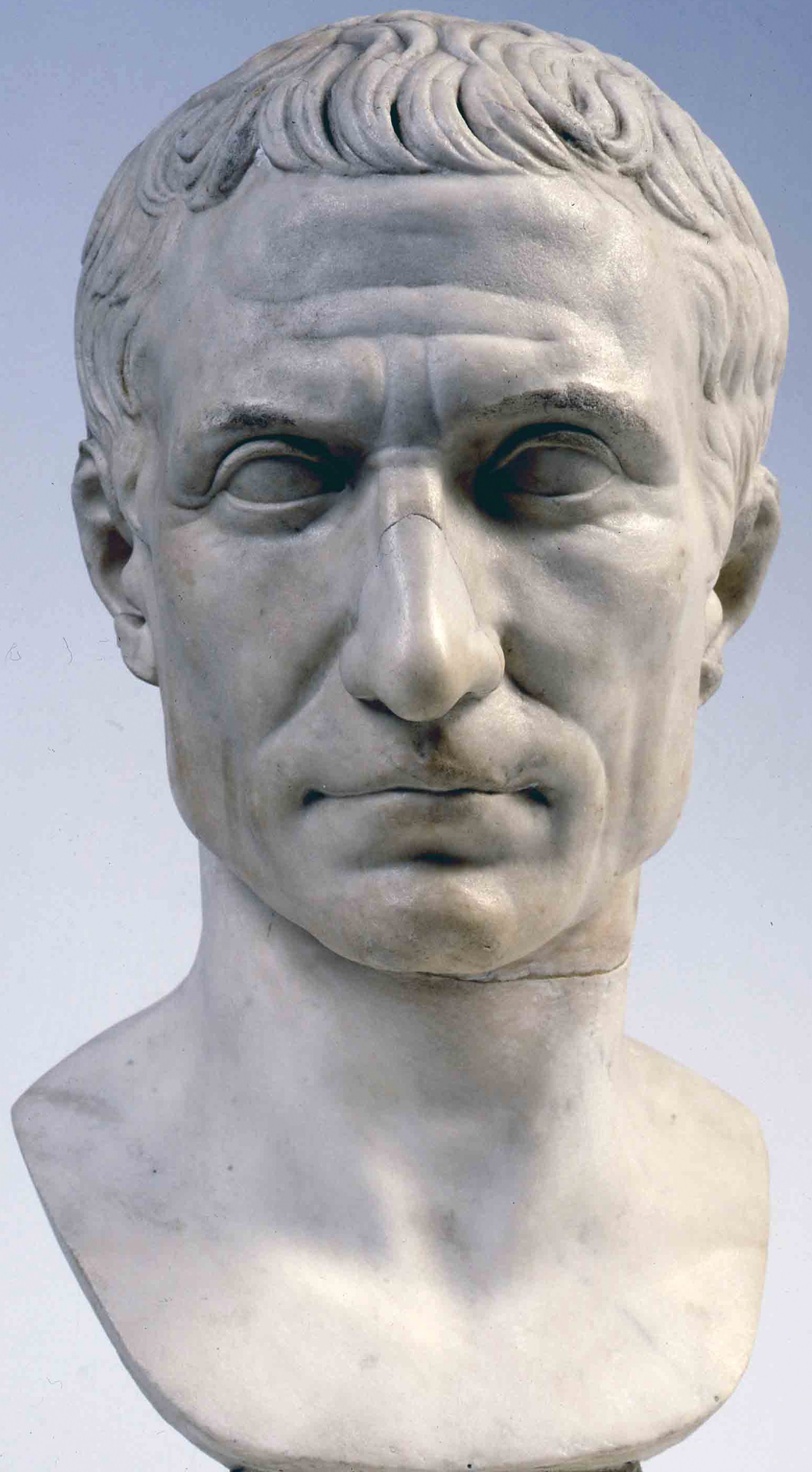
Júlio César

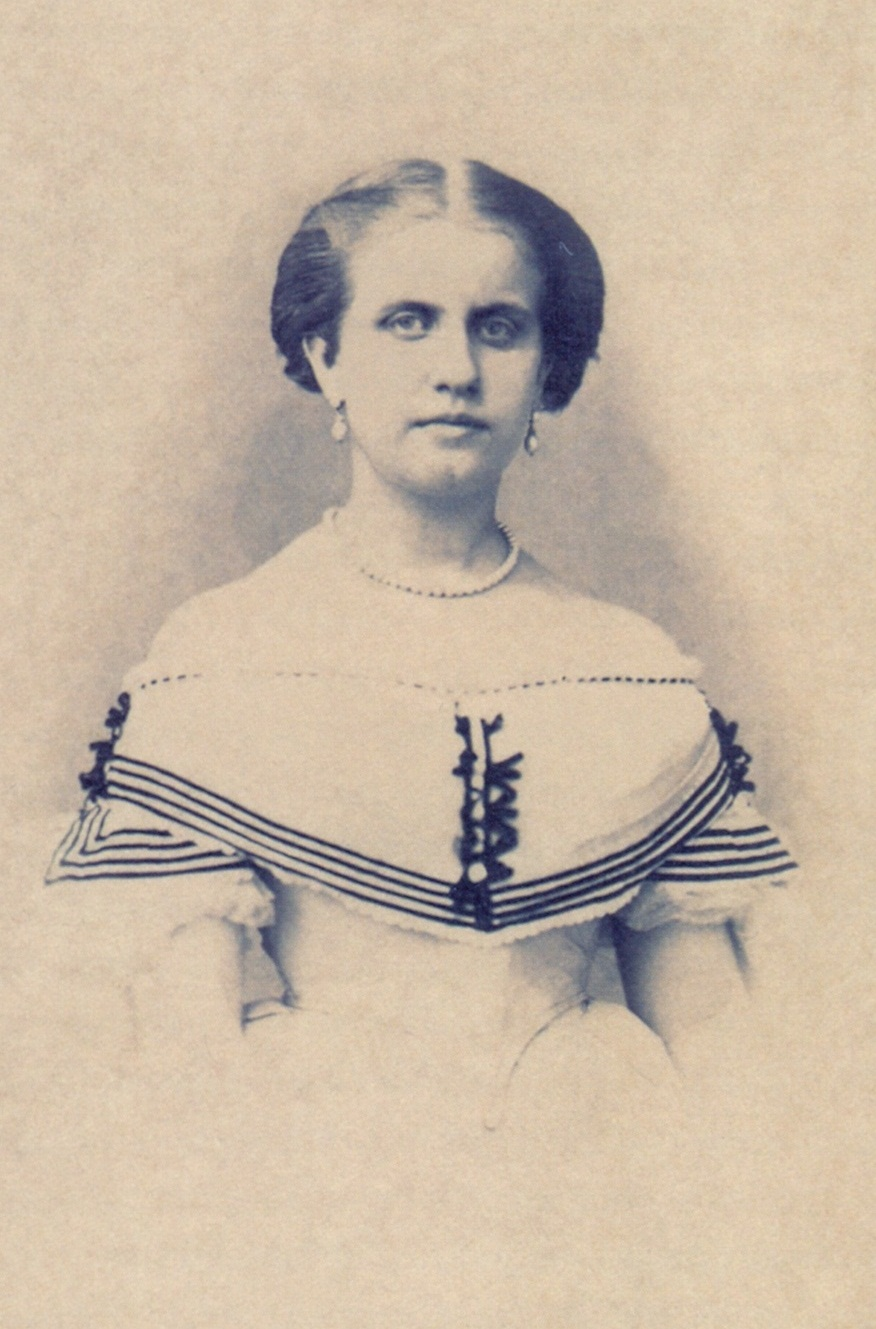
Leopoldina de Bragança

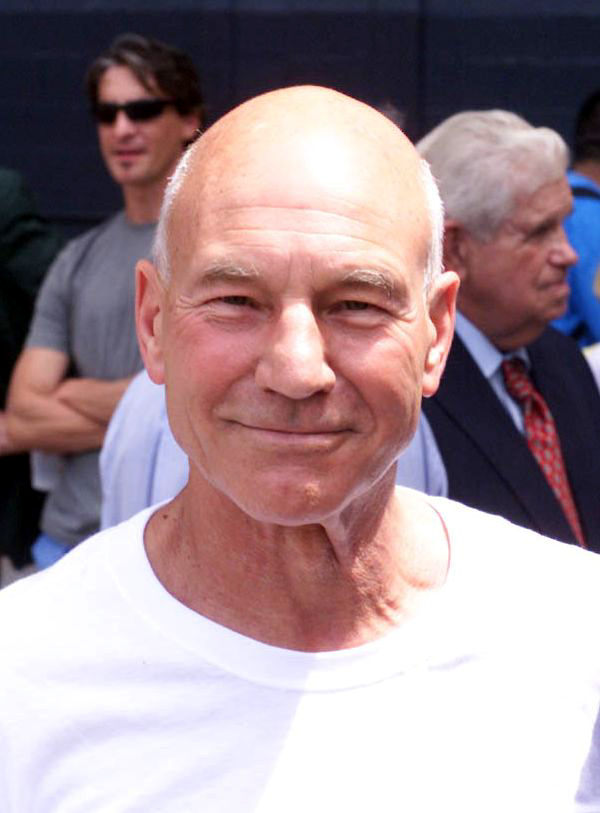
Patrick Stewart

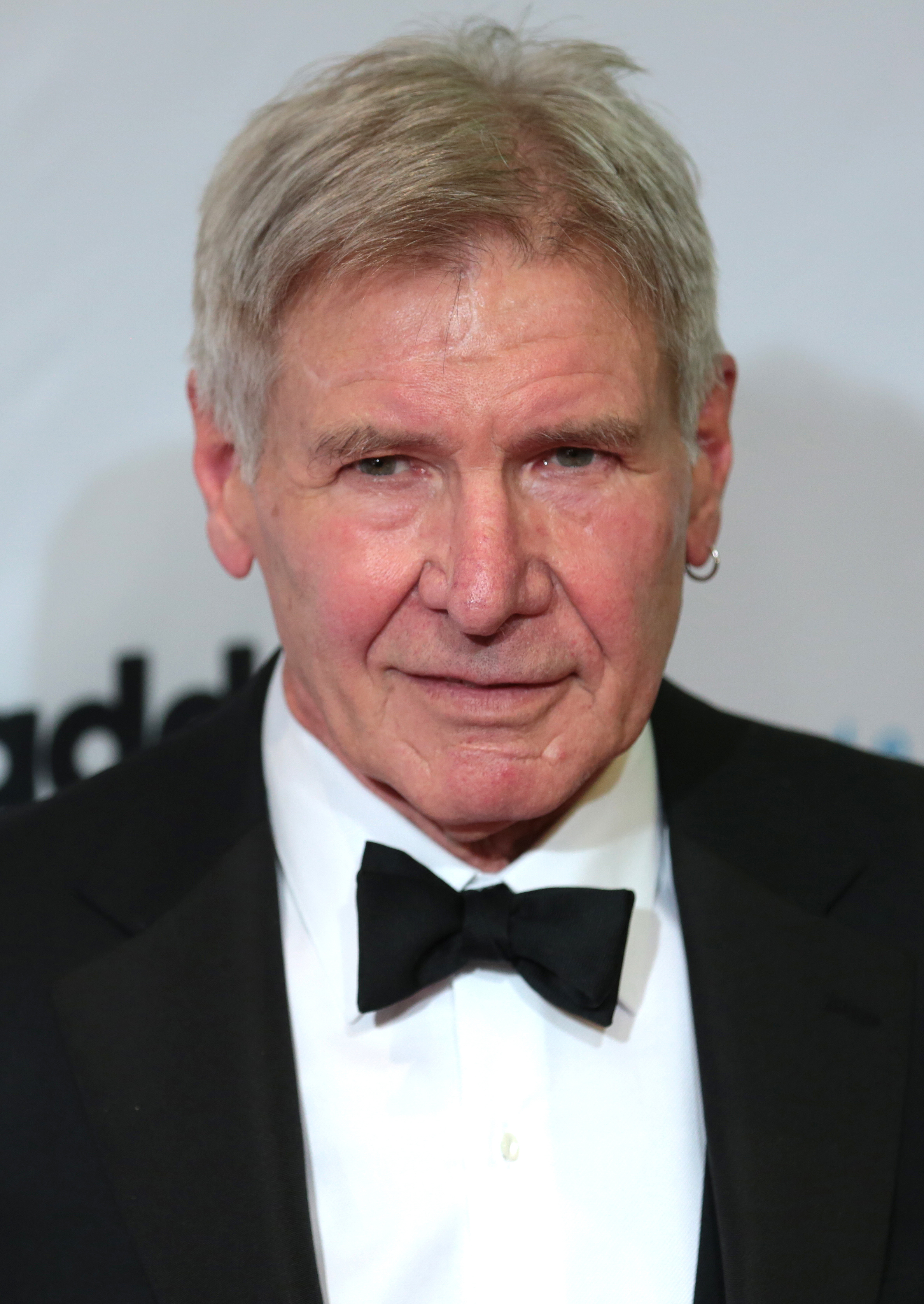
Harrison Ford

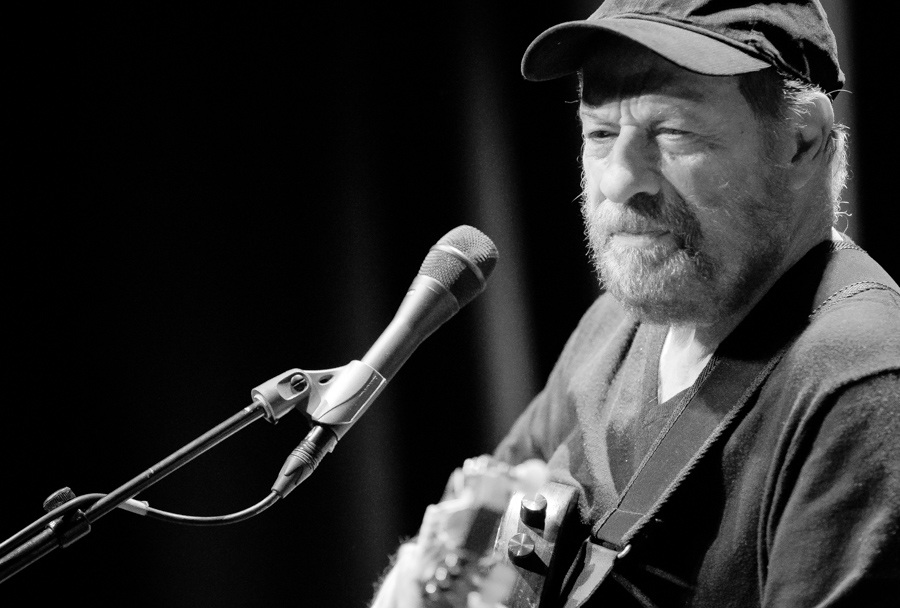
João Bosco

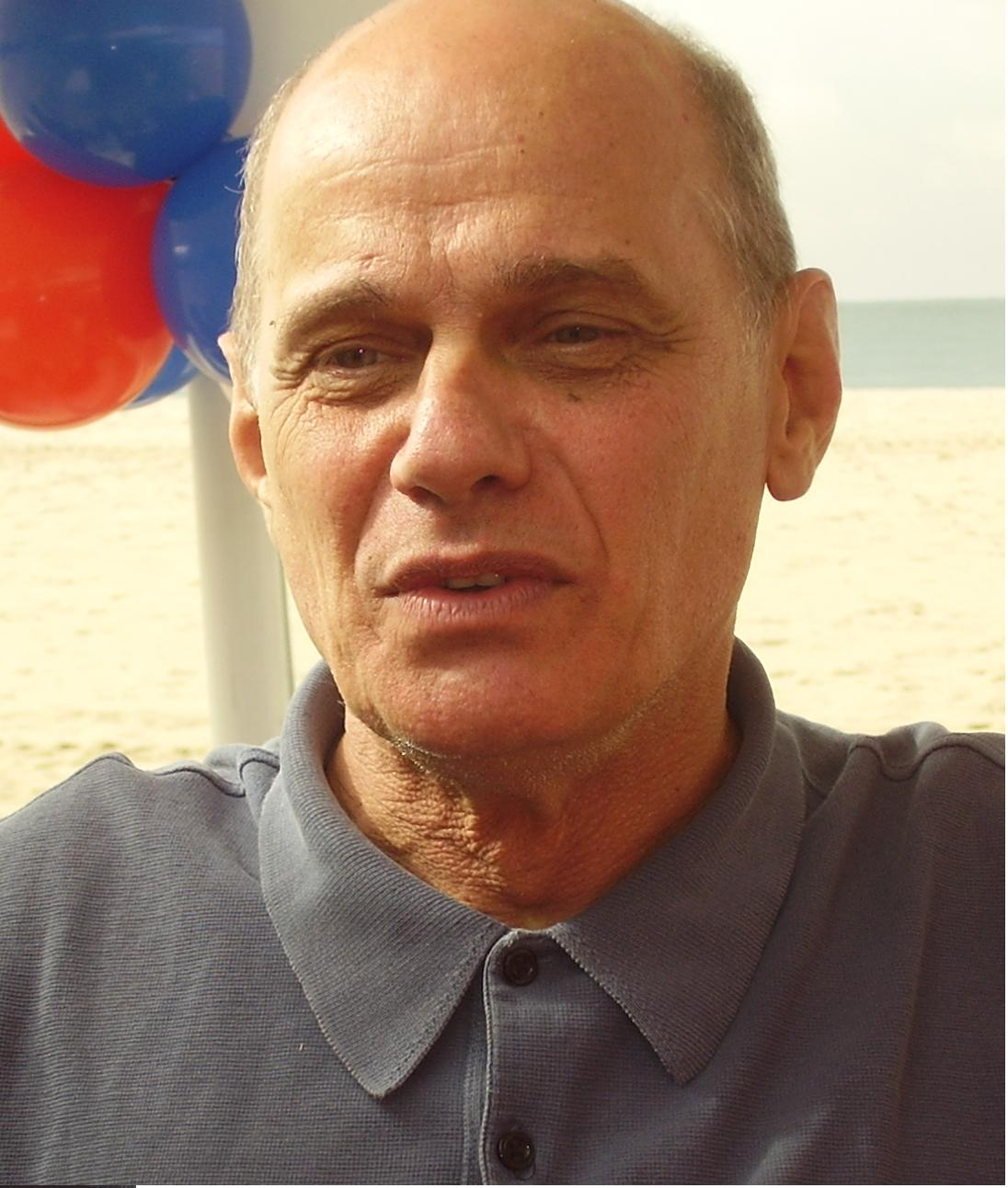
Ricardo Boechat

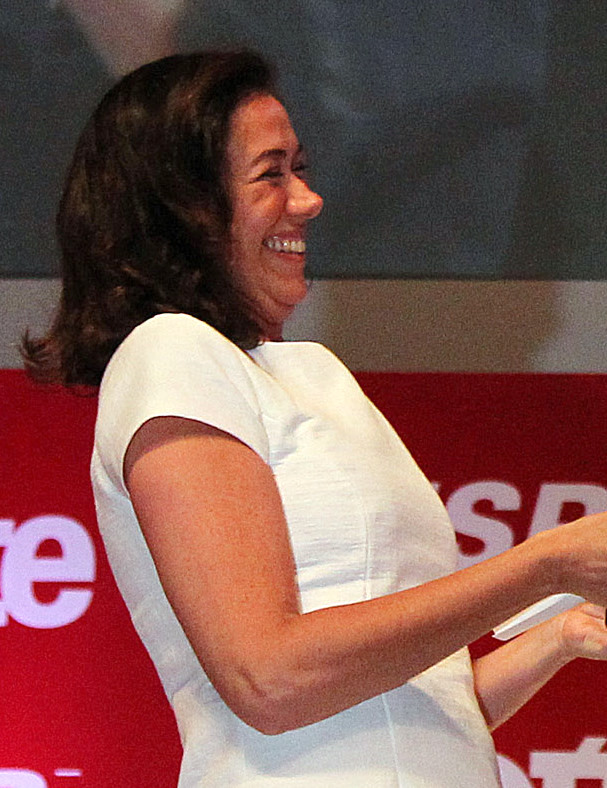
Lília Cabral

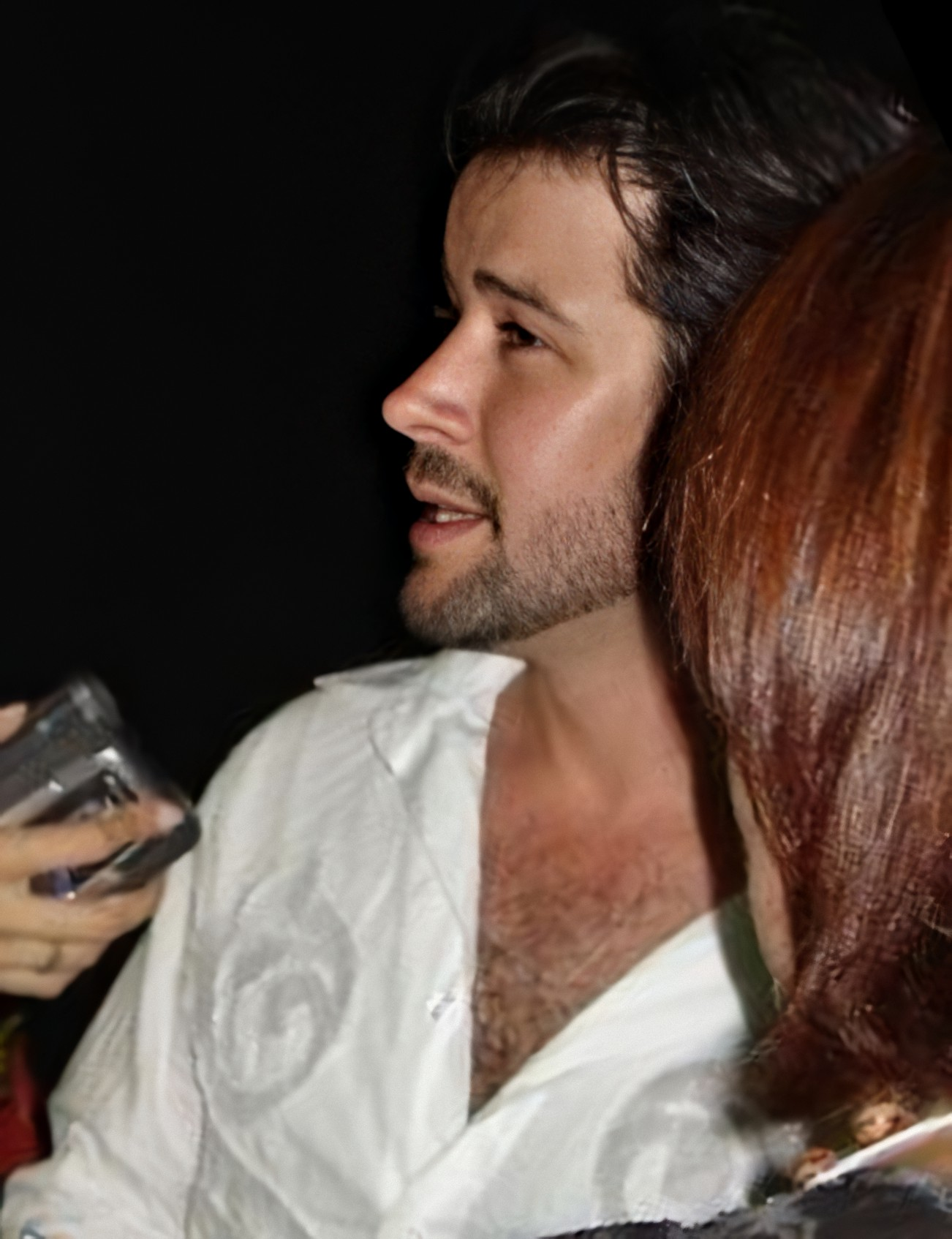
Murilo Benício

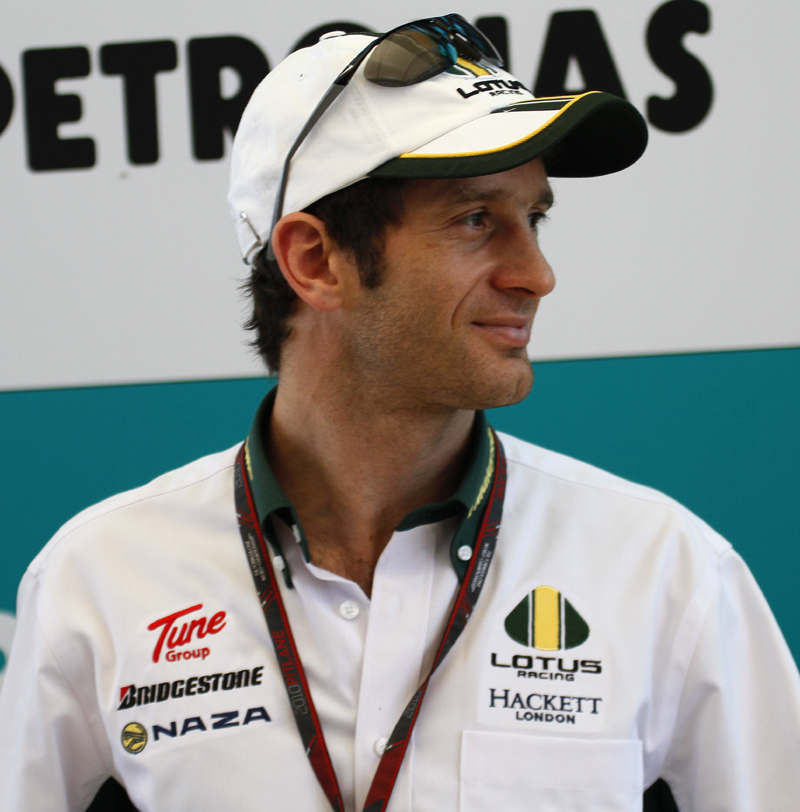
Jarno Trulli

### Anteriores ao século XIX
- 100 a.C. — Júlio César, líder político e militar romano (m. 44 a.C.).
- 1470 — Francesco Armellini de' Medici, cardeal italiano (m. 1528).
- 1527 — John Dee, cientista inglês (m. 1609).
- 1598 — Isabel Sofia de Brandemburgo, nobre alemã (m. 1629).
- 1590 — Papa Clemente X (m. 1676).
- 1607 — Václav Hollar, gravador tcheco (m. 1677).
- 1608 — Fernando III do Sacro Império Romano-Germânico (m. 1657).
- 1776 — Carolina, Princesa de Baden (m. 1841).
- 1783 — Augusto de Oldemburgo (m. 1853).
- 1791 — Allan Cunningham, botânico e explorador britânico (m. 1839).
- 1798 — Carlota da Prússia, imperatriz da Rússia (m. 1860).

### Século XIX
- 1808 — Antonio Arenas, político peruano (m. 1891).
- 1811 — George Gilbert Scott, arquiteto britânico (m. 1878).
- 1821 — Nathan Bedford Forrest, militar estadunidense (m. 1877)
- 1831 — Arthur Böttcher, patologista e anatomista alemão (m. 1889).
- 1841 — Otto Wagner, arquiteto austríaco (m. 1918).
- 1847 — Leopoldina de Bragança, infanta do Brasil (m. 1871).
- 1859 — Sidney Webb, 1.º Barão Passfield, economista e reformador britânico (m. 1947).
- 1861 — Maria Ana de Bragança, Grã-duquesa do Luxemburgo (m. 1942).
- 1863 — Margaret Murray, arqueóloga, antropóloga, historiadora e folclorista britânica (m. 1963)
- 1864 — John Jacob Astor IV, empresário estadunidense (m. 1912).
- 1865 — Gérard Anaclet Vincent Encausse, médico e ocultista francês (m. 1916).
- 1866 — La Goulue, dançarina francesa (m. 1929).
- 1869 — Eugênia Ana dos Santos, sacerdotisa afro-brasileira (m. 1938).
- 1877 — Erik Scavenius, político e diplomata dinamarquês (m. 1962).
- 1879 — Eugène Freyssinet, engenheiro francês (m. 1962).
- 1884 — Carolina Reuss de Greiz (m. 1905).
- 1899 — Luísa Mountbatten, rainha-consorte da Suécia (m. 1965).
- 1892
  - Jonni Myyrä, atleta finlandês (m. 1955).
  - Hans Streuli, político suíço (m. 1970).
- 1896 — Hans Cramer, militar alemão (m. 1968).
- 1898 — Julius Schreck, militar alemão (m. 1936).
- 1899 — Maria Antónia de Áustria-Toscana (m. 1977).
- 1900 — Teresa dos Andes, religiosa e santa católica chilena (m. 1920).

### Século XX

#### 1901–1950
- 1901 — Ernest Riedel, canoísta estadunidense (m. 1983).
- 1905 — Bosley Crowther, jornalista e crítico de cinema estadunidense (m. 1981).
- 1908 — Dorothy Round Little, tenista britânica (m. 1982).
- 1909
  - Souphanouvong, político laosiano (m. 1995).
  - Dorothy Round Little, tenista britânica (m. 1982).
- 1910 — Jeanne Hersch, filósofa suíça (m. 2000).
- 1913 — Ferdinand Holböck, presbítero e teólogo austríaco (m. 2002).
- 1914 — Sam Hanks, automobilista estadunidense (m. 1994).
- 1915 — Kaoru Ishikawa, escritor e engenheiro japonês (m. 1989).
- 1918
  - Alberto Ascari, automobilista italiano (m. 1955).
  - Sebastião Carvalho Leme, fotógrafo brasileiro (m. 2007).
- 1920 — Hans Blumenberg, filósofo alemão (m. 1996).
- 1921 — Ernest Gold, compositor austro-americano (m. 1999).
- 1922 — Anker Jørgensen, político dinamarquês (m. 2016).
- 1923 — Antonio Flores, futebolista mexicano (m. 2001).
- 1924
  - Carlo Bergonzi, tenor e ator italiano (m. 2014).
  - Donald Edward Osterbrock, astrônomo estadunidense (m. 2007).
- 1927 — Simone Veil, política francesa (m. 2017).
- 1928
  - Bob Crane, ator estadunidense (m. 1978).
  - Tommaso Buscetta, mafioso italiano (m. 2000).
- 1929 — Sofia Muratova, ginasta russa (m. 2006).
- 1930
  - Naomi Shemer, cantora, compositora e poetisa israelense (m. 2004).
  - Simion Ismailciuc, canoísta romeno (m. 1986).
- 1931 — Frank Ramsey, jogador de basquete estadunidense (m. 2018).
- 1932
  - Antonio Roma, futebolista argentino (m. 2013).
  - Hubert Reeves, astrofísico canadense (m. 2023).
- 1933 — Theresa Amayo, atriz brasileira (m. 2022).
- 1934
  - Aleksei Yeliseyev, cosmonauta soviético.
  - Wole Soyinka, poeta e dramaturgo nigeriano.
- 1935
  - Kurt Westergaard, cartunista dinamarquês (m. 2021).
  - Albert Ayler, saxofonista estadunidense (m. 1970).
- 1940 — Patrick Stewart, ator britânico.
- 1941
  - Luis Alberto Lacalle, político uruguaio.
  - Robert Forster, ator estadunidense (m. 2019).
  - Affonso Beato, diretor de fotografia brasileiro.
  - Jacques Perrin, ator e produtor de cinema francês (m. 2022).
- 1942 — Harrison Ford, ator estadunidense.
- 1943
  - Carlo Tavecchio, dirigente esportivo e político italiano (m. 2023).
  - Danny Lockin, ator e dançarino norte-americano (m. 1977).
  - Emir Sader, sociólogo e cientista político brasileiro.
- 1944 — Ernő Rubik, arquiteto e inventor húngaro.
- 1946
  - João Bosco, cantor, violonista e compositor brasileiro.
  - Cheech Marin, ator norte-americano.
  - Gonzalo Aja, ex-ciclista espanhol.
- 1948 — Daphne Maxwell Reid, atriz estadunidense.
- 1949
  - Sara González, cantora cubana (m. 2012).
  - Ramon Barea, ator e diretor espanhol.
- 1950 — Ma Ying-jeou, político taiwanês.

#### 1951–2000
- 1952 — Ricardo Boechat, jornalista brasileiro (m. 2019).
- 1953
  - Zoltán Kereki, ex-futebolista húngaro.
  - Noemi Gerbelli, atriz brasileira (m. 2021).
- 1955
  - Mark Mendoza, músico estadunidense.
  - Manuel Padilla, ator norte-americano (m. 2008).
- 1956
  - Geneton Moraes Neto, jornalista brasileiro (m. 2016).
  - Rogério Lemgruber, criminoso brasileiro (m. 1992).
  - Michael Spinks, ex-pugilista norte-americano.
- 1957
  - Thierry Boutsen, ex-automobilista belga.
  - Lilia Cabral, atriz brasileira.
  - Jean-Michel Cavalli, ex-futebolista e treinador de futebol francês.
  - Vinko Polončič, ex-ciclista esloveno.
- 1958
  - Roger L. Jackson, dublador e ator estadunidense.
  - Catarina Abdala, atriz brasileira.
- 1961
  - Stelios Manolas, ex-futebolista e treinador de futebol grego.
  - Anders Järryd, ex-tenista sueco.
- 1962
  - Tom Kenny, dublador, cantor e roteirista estadunidense.
  - Michael Jace, ator estadunidense.
  - Pasquale Marino, ex-futebolista e treinador de futebol italiano.
- 1963
  - George DiCarlo, ex-nadador norte-americano.
  - Kenny Johnson, ator estadunidense.
  - Spud Webb, ex-jogador de basquete norte-americano.
  - Henrique Stroeter, ator e dublador brasileiro.
- 1964 — Pascal Hervé, ex-ciclista francês (m. 2024).
- 1965 — Chun In-soo, ex-arqueiro sul-coreano.
- 1966
  - Gerald Levert, cantor estadunidense (m. 2006).
  - David X. Cohen, roteirista norte-americano.
- 1967
  - Benny Benassi, DJ italiano.
  - Zuhair Bakhit, ex-futebolista emiratense.
- 1969
  - Ken Jeong, ator estadunidense.
  - Kakhi Kakhiashvili, ex-halterofilista georgiano.
  - Oles Buzina, jornalista ucraniano (m. 2015).
- 1970 — Muriel Santa Ana, atriz e cantora argentina.
- 1971
  - Murilo Benício, ator brasileiro.
  - MF Doom, rapper anglo-estadunidense (m. 2020).
  - José Carlos Souza, ex-nadador brasileiro.
- 1972
  - Héber Roberto Lopes, árbitro de futebol brasileiro.
  - Alexandra Araujo, jogadora de polo aquático brasileira.
  - Sean Waltman, wrestler estadunidense.
- 1973 — Roberto Martínez, ex-futebolista e treinador de futebol espanhol.
- 1974
  - Jarno Trulli, ex-automobilista italiano.
  - Oriol Servià, automobilista espanhol.
  - Deborah Cox, cantora canadense.
- 1975 — Mauricio Pineda, ex-futebolista argentino.
- 1976
  - Gustavo Haddad, ator brasileiro.
  - Al Santos, ator, produtor de cinema e ex-modelo norte-americano.
- 1977 — Ashley Scott, atriz e modelo estadunidense.
- 1978
  - Jessica Barth, atriz norte-americana.
  - Miguel Araújo, músico português.
- 1979
  - Craig Bellamy, ex-futebolista e treinador de futebol britânico.
  - Daniel Díaz, ex-futebolista argentino.
- 1980
  - Michel Neves Dias, ex-futebolista brasileiro.
  - Jeremiah Baisako, ex-futebolista namibiano.
  - Cédric Hengbart, ex-futebolista francês.
- 1981
  - Dimitri De Fauw, ciclista belga (m. 2009).
  - Ágnes Kovács, nadadora húngara.
  - João Paulo de Oliveira, automobilista brasileiro.
- 1982
  - Cervantes, ex-futebolista português.
  - Brooke Ballentyne, atriz estadunidense de filmes eróticos.
  - Joost van den Broek, músico neerlandês.
- 1983
  - Liu Xiang, ex-atleta chinês.
  - Christián Vilches, futebolista chileno.
  - Sebastian Nerz, bioinformático e político alemão.
- 1984 — Ida Maria, cantora e guitarrista norueguesa.
- 1985
  - Guillermo Ochoa, futebolista mexicano.
  - Abdallah Said, futebolista egípcio.
- 1987
  - Huang Bowen, futebolista chinês.
  - Eva Rivas, cantora armênia.
- 1988
  - Colton Haynes, ator estadunidense.
  - Steven R. McQueen, ator estadunidense.
  - Tulisa Contostavlos, cantora e atriz britânica.
- 1989
  - Elkeson, ex-futebolista brasileiro-chinês.
  - Sayumi Michishige, cantora japonesa.
- 1990
  - Eduardo Salvio, futebolista argentino.
  - Jonathan Mensah, futebolista ganês.
  - Alizé Lim, tenista francesa.
  - Gerald Melzer, tenista austríaco.
- 1991 — Roger Torres, futebolista colombiano.
- 1992 — Rich the Kid, rapper e compositor norte-americano.
- 1993
  - Danny da Costa, futebolista alemão.
  - Mohammed Rabii, pugilista marroquino.
- 1995 — Dante Exum, jogador de basquete australiano.
- 1996 — Gélson Dala, futebolista angolano.
- 1997
  - Leo Howard, ator estadunidense.
  - Filip Benković, futebolista croata.
- 1999
  - Neemias Queta, jogador de basquete português.
  - Alex Molenaar, ciclista neerlandês.
- 2000
  - Lucas Lynggaard Tønnesen, ator dinamarquês.
  - Marc Guéhi, futebolista britânico.

### Século XXI
- 2003 — Wyatt Oleff, ator americano.
- 2005 — Kyle Harrison Breitkopf, ator canadense.
- 2007 — Lamine Yamal, futebolista espanhol.

## Mortes

Claudinho

### Anteriores ao século XIX
- 0574 — Papa João III (n. 520).
- 0939 — Papa Leão VII (n. 895).
- 1024 — Henrique II do Sacro Império Romano-Germânico (n. 973).
- 1104 — Rashi, rabino francês (n. 1040).
- 1205 — Hubert Walter, político e arcebispo da Cantuária (n. 1160).
- 1357 — Bártolo de Sassoferrato, professor de leis italiano (n. 1314).
- 1380 — Bertrand du Guesclin, nobre e cavaleiro bretão (n. 1320).
- 1399 — Peter Parler, arquiteto e escultor boêmio (n. 1333).
- 1491 — Afonso, Príncipe de Portugal (n. 1475).
- 1501 — Margarida da Turíngia (n. 1449).
- 1584 — Armgard de Rietberg, condessa de Rietberg (n. 1584).
- 1621 — Alberto VII da Áustria (n. 1559).
- 1629 — Caspar Bartholin, o Velho, teólogo e médico dinamarquês (n. 1585).
- 1762 — James Bradley, astrônomo britânico (n. 1693).

### Século XIX
- 1807 — Henrique Benedito Stuart, cardeal italiano (n. 1725).
- 1890 — John C. Frémont, engenheiro, explorador, botânico e político estadunidense (n. 1813).
- 1896 — August Kekulé, químico alemão (n. 1829).

### Século XX
- 1921 — Gabriel Lippmann, físico luxemburguês (n. 1845).
- 1951 — Arnold Schönberg, compositor alemão (n. 1874).
- 1954
  - Frida Kahlo, pintora mexicana (n. 1907)
  - Théophile Moreux, astrônomo e meteorologista francês (n. 1867).
- 1965 — Laureano Gómez Castro, político, jornalista e engenheiro civil colombiano (n. 1889).
- 1970 — Leslie Groves, engenheiro militar estadunidense (n. 1896).
- 1973 — Ciro Monteiro, cantor e compositor brasileiro (n. 1913).
- 1980 — Seretse Khama, político botsuano (n. 1921).
- 1982 — Joe Maca, futebolista belga-americano (n. 1920).
- 1986 — Orígenes Lessa, jornalista e escritor brasileiro (n. 1903).
- 1996 — Karen Simensen, patinadora artística norueguesa (n. 1907).

### Século XXI
- 2002
  - Claudinho, cantor e compositor brasileiro (n. 1975).
  - Yousuf Karsh, fotógrafo canadense (n. 1908).
- 2006 — Red Buttons, ator e comediante norte-americano (n. 1919).
- 2008 — Bronisław Geremek, político polonês (n. 1932).
- 2012
  - Elza Tank, política brasileira (n. 1935).
  - Sage Stallone, ator e produtor de cinema estadunidense (n. 1976).
- 2013
  - Cory Monteith, ator e cantor canadense (n. 1982).
  - Bana, cantor cabo-verdiano (n. 1932).
- 2014 — Nadine Gordimer, escritora sul-africana (n. 1923).
- 2015 — Andy Sutcliffe, automobilista britânico (n. 1947).
- 2016 — Héctor Babenco, cineasta argentino-brasileiro (n. 1946).
- 2017 — Liu Xiaobo, escritor, ativista e crítico literário chinês (n. 1955).
- 2020 — Zindzi Mandela, diplomata e poetisa sul-africana (n. 1960).
- 2024 — Shannen Doherty, atriz, diretora e produtora estadunidense (n. 1971).
- 2025 — Muhammadu Buhari, ex-presidente da Nigéria (n. 2025.)

## Feriados e eventos cíclicos

### Brasil
- Dia do Engenheiro de Saneamento
- Dia do Cantor
- Aniversário do município de Porto Nacional - Tocantins
- Aniversário do município de Terra Boa - Paraná
- Aniversário do município de Água Fria - Bahia

### Internacional
- Dia Mundial do Rock
- Dia Mundial do Transtorno de Déficit de Atenção e Hiperatividade

### Santo do dia
- Dogfan
- Mildreda
- Rosa Mística
- Silas
- Teresa dos Andes
- Tiago de Voragine

## Outros calendários
- No calendário romano era o 3.º dia (III) antes dos idos de julho.
- No calendário litúrgico tem a letra dominical E para o dia da semana.
- No calendário gregoriano a epacta do dia é xiv.